# Campeonato Africano de Atletismo Júnior de 2011
A 10ª edição do Campeonato Africano de Atletismo Júnior foi organizado pela Confederação Africana de Atletismo no período de 12 a 15 de maio de 2011, em Gaborone no Botswana. A competição foi composta por atletas menores de 19 anos, classificados como Júnior ou Sub-20. O campeonato foi composto por 44 provas divididas igualmente entre masculino e feminino.

## Medalhistas
Esses foram os resultados oficiais da competição.

### Masculino
| Evento                   | Ouro                                                                               | Ouro       | Prata                                                                             | Prata    | Bronze                                                                                         | Bronze      |
| ------------------------ | ---------------------------------------------------------------------------------- | ---------- | --------------------------------------------------------------------------------- | -------- | ---------------------------------------------------------------------------------------------- | ----------- |
| 100 metros               | Gideon Trotter (RSA)                                                               | 10.49      | Tinashe Mutanga (ZIM)                                                             | 10.68    | Emile Erasmus (RSA)                                                                            | 10.70       |
| 200 metros               | Siphelo Ngquboza (RSA)                                                             | 20.94      | Tinashe Mutanga (ZIM)                                                             | 20.99    | Jonathan Mmaju (NGR)                                                                           | 21.58       |
| 400 metros               | Sadam Koumi (SUD)                                                                  | 46.37      | Japhet Samuel (NGR)                                                               | 46.45    | Alphas Kishoyian (KEN)                                                                         | 46.71       |
| 800 metros               | Mohamed Aman (ETH)                                                                 | 1:46.62    | Anthony Chemut (KEN)                                                              | 1:47.16  | Nigel Amos (BOT)                                                                               | 1:47.38 NJR |
| 1 500 metros             | Hillary Maiyo (KEN)                                                                | 3:35.43    | Geofrey Barusei (KEN)                                                             | 3:35.54  | Soresa Fida (ETH)                                                                              | 3:36.38     |
| 5 000 metros             | Yitayal Atnafu Zerihun (ETH)                                                       | 13:38.52   | Abraham Kasongor (KEN)                                                            | 13:39.17 | Thomas Ayeko (UGA)                                                                             | 13:40.04    |
| 10 000 metros            | Geoffrey Kirui (KEN)                                                               | 27:55.74 , | Nicholas Togom (KEN)                                                              | 28:23.22 | Thomas Ayeko (UGA)                                                                             | 28:27.54    |
| 110 metros barreiras     | Amadou Ndiaye (SEN)                                                                | 14.33      | Tsepo Lefete (RSA)                                                                | 14.42    | Rami Gharsalli (TUN)                                                                           | 14.49       |
| 400 metros barreiras     | Abdelmalik Lahoulou (ALG)                                                          | 51.69 NJR  | Jeremiah Mutai (KEN)                                                              | 51.93    | Shaun van Wyk (RSA)                                                                            | 51.96       |
| 3 000 metros obstáculos  | Gilbert Kirui (KEN)                                                                | 8:25.03    | Jairus Kipchoge (KEN)                                                             | 8:28.08  | Jacob Araptany (UGA)                                                                           | 8:30.63     |
| Revezamento 4×100 metros | Nigéria · Emuobonuvie Mamus · Harry Chukwudike · Jonathan Mmaju · Toyin Oladimeji  | 40.98      | Zimbabwe · Fungah Beukerwa · Abdul Simbili · Felby Mukucha · Tinashe Mutanga      | 41.66    | Ilhas Maurícias · Thierry Ferdinand · Darren Paul · Jonathan Bardottier · Christopher Quenette | 41.81       |
| Revezamento 4×400 metros | Sudão · Sadam Koumi · Abd Elraman Nadir · Mohamed Ahmed Ismail · Awad Elkarim Maki | 3:09.77    | Quênia · Jeremiah Mutai · Christopher Ngetich · Anthony Chemut · Alphas Kishoyian | 3:10.17  | África do Sul · Gideon Trotter · Fernando Ledimo · Taariq Solomons · Shaun van Wyk             | 3:11.87     |
| 10 km marcha             | Tewfik Yesref (ALG)                                                                | 46:04.04   | Buzuneh Bekele (ETH)                                                              | 47:33.18 | Daba Gemeda (ETH)                                                                              | 49:15.52    |
| Salto em altura          | Hichem Krim (ALG)                                                                  | 2.06 m     | Jan Steytler (RSA)                                                                | 2.04 m   | Aabobe Tshwanelo (BOT)                                                                         | 2.04 m      |
| Salto à vara             | Michael Cilliers (RSA)                                                             | 4.90 m     | Jako Burgers (RSA)                                                                | 4.80 m   | Hamza Harbaoui (TUN)                                                                           | 4.40 m      |
| Salto em comprimento     | El Mehdi Kabbachi (MAR)                                                            | 7.69 m     | Roelf Pienaar (RSA)                                                               | 7.55 m   | Ojulu Lingo Obang (ETH)                                                                        | 7.45 m      |
| Triplo salto             | El Mehdi Kabbachi (MAR)                                                            | 15.84 m    | Fayçal Meddourene (ALG)                                                           | 15.69 m  | Mosheleketi Goabaone (BOT)                                                                     | 15.49 m     |
| Arremesso de peso        | Hisham Abdelhamid Abdelaziz (EGY)                                                  | 18.11 m    | Abdelmoneim El-Sayed (EGY)                                                        | 18.07 m  | Johnny Botha (RSA)                                                                             | 17.39 m     |
| Lançamento de disco      | Amine Atik (MAR)                                                                   | 56.08 m    | Charl Grobler (RSA)                                                               | 52.12 m  | Ifeanyi Augustine Nwoye (NGR)                                                                  | 51.41 m     |
| Lançamento de martelo    | Islam Ahmed Taha (EGY)                                                             | 68.03 m    | Donovan Stebbing (RSA)                                                            | 63.00 m  | Hesham Lofty Abdel Wahab (EGY)                                                                 | 62.32 m     |
| Lançamento de dardo      | Rocco van Rooyen (RSA)                                                             | 75.72 m    | Dean Goosen (RSA)                                                                 | 68.80 m  | Ahmed Samir El Shabramsly (EGY)                                                                | 68.45 m     |
| Decatlo                  | Ahmad Saber Ahmad (EGY)                                                            | 6776 pts   | Jason Roux (RSA)                                                                  | 6416 pts | Gobe Khanda (BOT)                                                                              | 5886 pts ,  |

### Feminino
| Evento                   | Ouro                                                                                               | Ouro     | Prata                                                                         | Prata        | Bronze                                                                            | Bronze        |
| ------------------------ | -------------------------------------------------------------------------------------------------- | -------- | ----------------------------------------------------------------------------- | ------------ | --------------------------------------------------------------------------------- | ------------- |
| 100 metros               | Josephine Omaka (NGR)                                                                              | 11.97    | Leungo Mathaku (BOT)                                                          | 12.01        | Chante van Tonder (RSA)                                                           | 12.05         |
| 200 metros               | Sonja van der Merwe (RSA)                                                                          | 23.78    | Magiso Manedo (ETH)                                                           | 23.90        | Nkiruka Uwakwe (NGR)                                                              | 23.94         |
| 400 metros               | Magiso Manedo (ETH)                                                                                | 52.09    | Justine Palframan (RSA)                                                       | 52.93        | Margaret Etim (NGR)                                                               | 53.23         |
| 800 metros               | Annet Negesa (UGA)                                                                                 | 2:04.94  | Cherono Koech (KEN)                                                           | 2:06.49      | Gerezine Gebremariam (ETH)                                                        | 2:07.16       |
| 1 500 metros             | Annet Negesa (UGA)                                                                                 | 4:09.17  | Nancy Chepkwemoi (KEN)                                                        | 4:09.25      | Stacy Ndiwa (KEN)                                                                 | 4:15.84       |
| 3 000 metros             | Azemra Gebru (ETH)                                                                                 | 9:11.84  | Purity Rionoripo (KEN)                                                        | 9:14.58      | Waganesh Mekasha (ETH)                                                            | 9:16.82       |
| 5 000 metros             | Caroline Chepkoech (KEN)                                                                           | 15:24.66 | Janeth Kisa (KEN)                                                             | 15:24.75     | Genet Yalew (ETH)                                                                 | 15:27.96      |
| 100 metros barreiras     | Kayla Gilbert (RSA)                                                                                | 14.25    | Liriska Botha (RSA)                                                           | 14.39        | Oarabile Babolayi (BOT)                                                           | 14.40         |
| 400 metros barreiras     | Jean-Marie Senekal (RSA)                                                                           | 59.21    | Tasabih Mohamed (SUD)                                                         | 59.85        | Oarabile Babolayi (BOT)                                                           | 1:00:88       |
| 3 000 metros obstáculos  | Birtukan Adamu (ETH)                                                                               | 9:53.80  | Zewdnesh Belachew (ETH)                                                       | 10:02.99     | Veronica Ngososei (KEN)                                                           | 10:06.52      |
| Revezamento 4×100 metros | África do Sul · Samantha Pretorius · Sonja van der Merwe · Zanri van der Merwe · Chante van Tonder | 46.11    | Nigéria · Margaret Benson · Goodness Thomas · Wisdom Isoken · Josephine Omaka | 46.71        | Botswana · Gofaone Ditsheko · Ontiretse Molapisi · Mpho Mangope · Leungo Mathaku  | 48.46         |
| Revezamento 4×400 metros | África do Sul · Anri Steyn · Sonja van der Merwe · Jean-Marie Senekal · Justine Palframan          | 3:38.16  | Nigéria · Margaret Etim · Nkiruka Uwakwe · Charity Adegoke · Wisdom Isoken    | 3:38.87      | Etiópia · Abrhaley Takere · Getachew Alula · Gerezine Gebremariam · Magiso Manedo | 3:39.82       |
| 5 km marcha              | Aynalem Eshetu (ETH)                                                                               | 22:59.19 | Mengistu Ayele (ETH)                                                          | 24:55.73     | Tahani Ghazal (TUN)                                                               | 26:06.04      |
| Salto em altura          | Besnet Moussad Mohamed (EGY)                                                                       | 1.81 m   | Lissa Labiche (SEY)                                                           | 1.70 m       | Daunia Menni (MAR)                                                                | 1.65 m        |
| Salto com vara           | Dorra Mahfoudhi (TUN)                                                                              | 3.40 m   | Jeanne Van Dyk (RSA) Mariska Smit (RSA)                                       | 3.35 m       | Não concedido                                                                     | Não concedido |
| Salto em comprimento     | Samantha Pretorius (RSA)                                                                           | 5.90 m   | Kyla Gilbert (RSA)                                                            | 5.65 m       | Sangone Kandji (SEN)                                                              | 5.59 m        |
| Triplo salto             | Valentina Da Rocha (RSA)                                                                           | 12.46 m  | Lerato Schele (LES)                                                           | 12.07 m      | Danelle Erwee (RSA)                                                               | 12.05 m       |
| Arremesso de peso        | Nkechi Chime (NGR)                                                                                 | 13.89 m  | Charlene Engelbrecht (NAM)                                                    | 13.73 m NJR, | Ibrahim Fadya Saad (EGY)                                                          | 13.26 m       |
| Lançamento de disco      | Ischke Senekal (RSA)                                                                               | 49.90 m  | Charlene Engelbrecht (NAM)                                                    | 46.10 m      | Simone Meyer (RSA)                                                                | 45.41 m       |
| Lançamento de martelo    | Rana Ahmad Taha (EGY)                                                                              | 59.94 m  | Nehal Kamal Fahmy (EGY)                                                       | 57.49 m      | Nabiha Gueddah (TUN)                                                              | 52.19 m NJR   |
| Lançamento de dardo      | Liezel de Swardt (RSA)                                                                             | 48.28 m  | Hanane Daoudi (MAR)                                                           | 43.94 m      | Leandri Swiegers (RSA)                                                            | 43.26 m       |
| Heptatlo                 | Haris Radwa Faty (EGY)                                                                             | 4839 pts | Francis Kemi (NGR)                                                            | 4836 pts     | Lissa Labiche (SEY)                                                               | 4663 pts      |

## Quadro de medalhas
| Ordem | País          | Medalha de ouro | Medalha de prata | Medalha de bronze | Total |
| ----- | ------------- | --------------- | ---------------- | ----------------- | ----- |
| 1     | África do Sul | 13              | 13               | 8                 | 34    |
| 2     | Etiópia       | 6               | 4                | 7                 | 17    |
| 3     | Egito         | 6               | 2                | 3                 | 11    |
| 4     | Quénia        | 4               | 11               | 3                 | 18    |
| 5     | Nigéria       | 3               | 4                | 4                 | 11    |
| 6     | Marrocos      | 3               | 1                | 1                 | 5     |
| 7     | Argélia       | 3               | 1                | 0                 | 4     |
| 8     | Sudão         | 2               | 1                | 0                 | 3     |
| 9     | Uganda        | 2               | 0                | 3                 | 5     |
| 10    | Tunísia       | 1               | 0                | 4                 | 5     |
| 11    | Senegal       | 1               | 0                | 1                 | 2     |
| 12    | Zimbabwe      | 0               | 3                | 0                 | 3     |
| 13    | Namíbia       | 0               | 2                | 0                 | 2     |
| 14    | Botswana      | 0               | 1                | 7                 | 8     |
| 15    | Seicheles     | 0               | 1                | 1                 | 2     |
| 16    | Lesoto        | 0               | 1                | 0                 | 1     |
| 17    | Maurícia      | 0               | 0                | 1                 | 1     |
| Total | Total         | 44              | 45               | 43                | 132   |

## Participantes
- Argélia
- Botswana
- Camarões
- Djibuti
- Etiópia
- Egito
- Quênia
- Lesoto
- Malawi
- Ilhas Maurícias
- Marrocos
- Namíbia
- Nigéria
- Senegal
- Seicheles
- África do Sul
- Sudão
- Essuatíni
- Tanzânia
- Tunísia
- Uganda
- Zâmbia
- Zimbabwe

Legenda
| Recorde mundial       | Recorde mundial (World record)               |                       | Recorde africano                      | Recorde africano (African) |                                           | Q | Classificado por posição (Qualified) |
| Recorde do campeonato | Recorde do campeonato (Championship record)  | Recorde da América    | Recorde da América (Americas)         | q                          | Classificado por melhor tempo (Qualified) |   |                                      |
| Melhor marca do ano   | Melhor marca do ano (World leading)          | Recorde asiático      | Recorde asiático (Asian)              | DNS                        | Não largou (Did not start)                |   |                                      |
| Recorde nacional      | Recorde nacional (National record)           | Recorde europeu       | Recorde europeu (European)            | DNF                        | Não terminou (Did not finish)             |   |                                      |
| Recorde pessoal       | Recorde pessoal do atleta (Personal best)    | Recorde da Oceania    | Recorde da Oceania (Oceania)          | DSQ / DQ                   | Desclassificado (Disqualified)            |   |                                      |
| Recorde da temporada  | Recorde da temporada do atleta (Season best) | Recorde sul-americano | Recorde sul-americano (South America) | NM                         | Sem marca (No mark)                       |   |                                      |